# Flaut

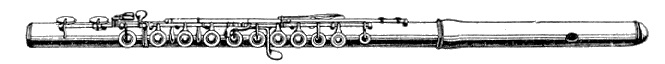
Ilustraţie a unui flaut de concert

Flautul denumește o familie de instrumente muzicale de suflat. Este cel mai vechi instrument muzical. Înălțimea sunetelor produse de flaut este variată prin astuparea și eliberarea găurilor (la flautul tradițional) ori închiderea și deschiderea clapelor sale (la flautul traversier modern și parțial la flautele drepte moderne).